# Pantomima Full
Pantomima Full es un dúo cómico español formado por Alberto Casado y Rober Bodegas. Conocidos por sus sketches humorísticos que retratan situaciones cotidianas y estereotipos contemporáneos, han destacado por actualizar el costumbrismo con un estilo directo y sarcástico. Antes de formar el dúo, ambos artistas ya tenían carreras independientes como humoristas y guionistas. Su trayectoria conjunta comenzó en el ámbito teatral, pero alcanzaron gran popularidad a partir de 2016 gracias a sus vídeos en redes sociales como Facebook, YouTube e Instagram.
En 2024 estrenaron su tercer espectáculo teatral, Pantomima Full: Hecho a mano, tras Pantomima Full: Sketches en directo y En su cabeza era espectacular, lo que les ha llevado de gira por toda España y otras ciudades europeas como Londres, Bruselas y Ámsterdam. Además, están a punto de estrenar la sitcom Entrepreneurs en Disney+, creada, escrita y protagonizada por ellos, aunque aún no se ha confirmado la fecha de estreno.
Además de su presencia en plataformas digitales, han conducido los programas YU: No te pierdas nada (Europa FM) y CCN: Comedy Central News (Comedy Central). Como colaboradores, han participado en Locomundo, La Resistencia (Movistar+) y actualmente en La Revuelta (La1). En radio, han intervenido semanalmente en Hoy por Hoy (Cadena SER) y ha sido invitados en programas como Carne Cruda y A vivir que son dos días.

## Trayectoria en Internet
Pantomima Full alcanzó la popularidad a partir de 2016 gracias a sus sketches humorísticos difundidos en redes sociales, donde retratan situaciones cotidianas y estereotipos contemporáneos con un estilo breve y directo. Su primer vídeo, “Quedadas”, se publicó el 7 de noviembre de 2016, seguido de “La bandolera” y “El canallita”. Inicialmente, los vídeos se grababan de manera sencilla y espontánea, en exteriores como el Parque del Retiro de Madrid o en interiores domésticos. Con el tiempo, el formato evolucionó hacia una producción más elaborada, como se aprecia en vídeos como “Chaqueta acolchada”, “Consultor inmobiliario” o “Hecho a mano”.
A lo largo de su trayectoria, también han invitado a humoristas como Ernesto Sevilla, Joaquín Reyes, Leonor Watling, David Broncano o Berto Romero  entre otros muchos más.

## Teatro
El dúo cómico inició su trayectoria teatral antes de alcanzar la popularidad en redes sociales, aunque su primer espectáculo difería del contenido de sus futuros sketches. Entre 2017 y 2019 presentaron Pantomima Full: Sketches en directo, en el que combinaron sketches humorísticos en directo adaptando progresivamente el estilo de sus vídeos cortos al formato teatral.
En 2019 estrenaron su segundo espectáculo, En su cabeza era espectacular, cuya programación convivió con la pandemia de COVID-19, lo que interrumpió temporalmente la gira. El espectáculo permaneció en cartelera hasta 2023.
En 2024 estrenaron su tercer espectáculo, Pantomima Full: Hecho a mano. Durante su trayectoria, han recorrido gran parte de la geografía española, actuando en ciudades como Madrid, Barcelona, Valencia, Sevilla o Bilbao, así como en las Islas Baleares y Canarias. Fuera del territorio nacional, han llevado su espectáculo a capitales europeas como Londres, Bruselas y Ámsterdam.
| Representación                      | Período     |
| ----------------------------------- | ----------- |
| Pantomima Full: Sketches en directo | (2017-2019) |
| En su cabeza era espectacular       | (2019-2023) |
| Pantomima Full: Hecho a mano        | (2024-2025) |

## Televisión y Radio
Televisión: Pantomima Full ha desarrollado su carrera televisiva tanto en programas propios como en colaboraciones y apariciones esporádicas. Su primera experiencia televisiva como dúo fue en CCN: Comedy Central News, un programa de humor en el que participaron como presentadores durante una temporada. Como colaboradores habituales, participaron en el programa Locomundo (Movistar Plus+), presentado por David Broncano, durante su temporada final. Tras el cierre de este, continuaron realizando intervenciones periódicas en La Resistencia (Movistar Plus+), consolidándose como parte de su elenco recurrente. Actualmente, forman parte de La Revuelta, el programa derivado de La Resistencia, en el que también contribuyen con sketches y secciones de humor.
A lo largo de su trayectoria, han participado como invitados en diversos programas de televisión. Entre ellos destacan en En el aire (laSexta), presentado por Andreu Buenafuente, en sus inicios, y ya posteriormente en Late Motiv (Movistar Plus+), también conducido por Buenafuente. También han participado en APM (TV3), Likes (Movistar Plus+) y el especial de Nochevieja de José Mota (RTVE). Además, formaron parte del homenaje a Miguel Gila titulado Todo es Gila, producido por Netflix, y en eventos cinematográficos como los Premios Goya 2022 (RTVE) y los Premios Feroz 2018, donde realizaron piezas cómicas emitidas durante las galas.
Radio: El dúo ha tenido una presencia destacada en la radio, tanto como colaboradores habituales como conductores. Presentaron el programa YU: No te pierdas nada —emitido por Europa FM y en formato de vídeo en plataformas digitales—, tras haber colaborado previamente en su primera etapa en Los 40 Principales. También participaron semanalmente en Hoy por Hoy de la Cadena SER, aportando secciones de humor.
Además, intervinieron como invitados en otros programas de la emisora, como La Ventana, presentado por Carles Francino, y A vivir que son dos días, conducido por Javier del Pino. También han hecho aparición en Carne Cruda, presentado por Javier Gallego, donde participaron en al menos dos ocasiones, La Frontera (Diario Público), presentado por Juan Carlos Monedero, y el late night Hoy no se sale (Ubeat TV), conducido por Ibai Llanos y Ander Cortés. 
Podcasts: En el ámbito de los pódcasts, han cooperado en espacios como Malas personas (Podimo España) y Humor (Onda Cero), así como en otros pódcasts de comedia y cultura contemporánea, tanto de forma conjunta como individualmente. Aunque no cuentan con un pódcast propio, su presencia en este formato es habitual.

## Personajes recurrentes
Entre sus personajes recurrentes destaca “El canallita”, un joven que se las da de tener contactos, de moverse en círculos importantes, pero todo es bastante humo; “El fucker”, estereotipo del hombre seductor con exceso de confianza; y “El londinense”, que exagera su vínculo con el extranjero tras una breve estancia en el Reino Unido. Otros personajes reconocidos son “El consultor” reflejo del mundo corporativo y las frases hechas, y “El consultor inmobiliario”, parodia de los agentes del sector.  Además, la serie vinculada al Bilbao BBK Live y los amigos festivaleros, ha sido una de las más populares. 
El vestuario y los accesorios desempeñan un papel fundamental en la caracterización de los personajes, siendo elementos icónicos “chaqueta acolchada”, “riñonera” o “bandolera”, atuendos típicos de los perfiles que representan.  

## Premios y nominaciones
En 2023 fueron galardonados con el Premio Especial Cinemanía como Creadores del Año, otorgado por la revista Cinemanía y el diario 20 Minutos. Además, el mismo año, fueron incluidos en la lista de las 100 personas más creativas de España elaborada por Forbes.
El Festival Bilbao BBK Live recibió el premio FEST a la mejor campaña de comunicación 2017 con su primera serie de vídeos de Pantomima Full.